# Aphanistes rheumapterae
Aphanistes rheumapterae là một loài tò vò trong họ Ichneumonidae.